# Oldenlandia stolonifera
Oldenlandia stolonifera är en måreväxtart som beskrevs av Henry Nicholas Ridley. Oldenlandia stolonifera ingår i släktet Oldenlandia och familjen måreväxter. Inga underarter finns listade i Catalogue of Life.